# Gebirgsland
Als Gebirgsländer werden Staaten oder größere Regionen bezeichnet, deren Fläche zum überwiegenden Teil von Gebirgen eingenommen wird. Sie sind meist durch eine kleinräumige Geografie geprägt, weil sich die wichtigsten Achsen des Verkehrssystems auf die wenigen Haupttäler beschränken müssen. Demgegenüber ist ein Hochland eine Landschaft, innerhalb derer nur geringe Höhenunterschiede auftreten.

## Sprachgebrauch
Der übliche Sprachgebrauch versteht unter „Gebirgsland“ hauptsächlich Länder mit großen Anteilen an Hochgebirgen, während jene mit einem großen Anteil an Mittelgebirgen aus dem Begriff eher herausfallen. In typischen Gebirgsländern wie der Schweiz, Österreich, Slowakei, Nordmazedonien oder Griechenland überragen etwa 50–60 % der Landesfläche eine Seehöhe von 1000 m. Auch in der Türkei überragen ca. 70 % der Landesfläche eine Seehöhe von 1000 m – Anatolien ist an sich ein sehr großräumiges Hochland. Beim Kaukasus-Land Armenien sind es sogar fast 90 %, beim Hochland von Tibet 100 %. Die Höhenlage allein ist jedoch als Kriterium nicht ausreichend, sondern mit den Aspekten Steilheit bzw. Ebenheit zu verknüpfen. Beispielsweise zeichnet sich Chile zwar primär durch seine extrem lange Meeresküste aus, aber die Tatsache, dass im Abstand von zum Teil weniger als 100 Kilometer von der Küste Sechstausender-Gipfel erreicht werden können, macht Chile auch zum Gebirgsland. Auf der anderen Seite der Anden befindet sich mit Bolivien ein weiteres Gebirgsland, obwohl das Amazonasbecken und der ebenfalls überwiegend flache Gran Chaco zusammengenommen mehr Fläche einnehmen als Anden, Altiplano und Voranden.

## Begriff und Name „Bergland“
Gegenüber dem Wort „Gebirgsland“ wird der Begriff Bergland lokaler verstanden, d. h., er bezieht sich auf kleinere Gebirgsregionen unter Ausschluss der umgebenden Flach- und Hügelländer. In deutschsprachigen Teilen der Schweiz werden solche Gegenden auch "Pirg" (Zürcher Oberland) oder "Birg" (Toggenburg) genannt. Viele solcher Gebiete tragen das Wort „Bergland“ im Namen, beispielsweise
- Bobrawa-Bergland
- Brasilianisches Bergland
- Braunauer Bergland
- Brünner Bergland
- Calenberger Bergland
- Drahaner Bergland
- Ederbergland
- Fulda-Werra-Bergland
- Gladenbacher Bergland
- Gratzener Bergland
- Grazer Bergland
- Habichtswälder Bergland
- Hannsdorfer Bergland
- Hellerbergland
- Innerstebergland
- Jablunkauer Bergland
- Keuperbergland
- Kirchheimer Bergland
- Lausitzer Bergland
- Leinebergland
- Lipper Bergland
- Marburger Bergland
- Melsunger Bergland
- Mittelsibirisches Bergland
- Mittelsieg-Bergland
- Naabgebirge
- Napfbergland
- Niedersächsisches Bergland
- Nordpfälzer Bergland
- Osthessisches Bergland
- Ottrauer Bergland
- Pfälzer Bergland
- Pyrmonter Bergland
- Remscheider Bergland
- Saar-Nahe-Bergland
- Salzunger Werrabergland
- Soodener Bergland
- Süderbergland
- Südsauerländer Bergland
- Sülzbergland
- Tanzawa-Bergland
- Tössbergland
- Unteres Werrabergland
- Waldenburger Bergland
- Weserbergland
- Westhessisches Bergland
- Westlausitzer Hügel- und Bergland
- Wisowitzer Bergland
- Zuckmanteler Bergland

Im Tschechischen wird ein Bergland Vrchovina genannt, entspricht allerdings – zufolge der regionalen Topografie – eher einem Hügelland.

## Umfassendere Definition der EU
Wie schwierig gebirgiges Gelände von den Einwohnern zu bearbeiten ist, hängt nicht nur von der Höhenlage ab. Genauer wird die Definition des Begriffs, wenn man auch die typischen Hangneigungen und die Höhengliederung berücksichtigt. Die Europäische Union gab im Jahr 2002 eine solche Studie in Auftrag, um für die Themen Bergbauern und Regionalförderung bessere Grundlagen zu erhalten. Sie wurde vom Regionalforschungsinstitut Nordregio und der Bundesanstalt für Bergbauernfragen koordiniert und Ende 2004 veröffentlicht:

### Klassifizierung nach Höhenlage und Steilheit
Die Studie gliedert das Gelände nach den Kriterien Höhenlage, Relief (Rauhigkeit) und lokalen Höhenunterschieden, woraus sich 5 Klassen für Berggebiete ergeben:
1. Regionen unter 300 m, sofern extreme örtliche Höhendifferenzen auftreten (Standardabweichung im 1-km-Raster über 50 m). Beispiele sind Gebiete in Schottland, entlang der norwegischen Fjorde und an mediterranen Steilküsten.
2. Höhenlage 300–1000 m, sofern sie entweder obige Kriterien erfüllen oder die Geländehöhe auf 7 km um mindestens 300 m variiert.
3. Höhenlage 1000–1500 m (hauptsächlich Mittelgebirge), alle Gebiete, die die beiden obigen Kriterien erfüllen oder wenn ihre Hangneigung zu den benachbarten 1-km-Rasterpunkten über 5° (etwa 9 %) beträgt.
4. Höhenlage 1500–2500 m (Hochgebirge): die 3 obigen Kriterien sowie Gebiete mit über 2° Neigung (z. B. Almen).
5. Höhenlage über 2500 m: gilt vollständig als Berggebiet, denn Hochebenen dieser Meereshöhe (wie z. B. Tibet) gibt es in Europa nicht.

Vereinzelt wurden noch zusätzliche Aspekte für die endgültige Festlegung der Gebietskulisse berücksichtigt.

### Flächenanteile der gebirgigen Gemeinden in der EU
Als Ergebnis zweijähriger Bearbeitung durch zahlreiche Institutionen listet die Studie folgende Flächen (in 1000 km²) bzw. Prozentsätze (über 10 %) als Berggebiet auf ¹):
| Land                   | Gesamtfläche | Gebirgslandfläche | % der Fläche |
| ---------------------- | ------------ | ----------------- | ------------ |
| Europäische Union      | 4.324,75     | 1.934,65          | 44,7         |
| Slowenien              | 20,27        | 15,91             | 78,0         |
| Griechenland           | 132,22       | 102,98            | 77,9         |
| Österreich             | 83,85        | 61,51             | 73,4         |
| Slowakei               | 48,99        | 30,37             | 62,0         |
| Italien                | 300,59       | 180,78            | 60,1         |
| Spanien                | 505,21       | 281,61            | 55,7         |
| Bulgarien              | 101,74       | 54,18             | 53,3         |
| Finnland               | 326,76       | 166,08            | 50,8         |
| Schweden               | 450,00       | 227,70            | 50,6         |
| Zypern                 | 9,23         | 4,00              | 47,6         |
| Portugal               | 92,36        | 36,14             | 39,1         |
| Rumänien               | 238,40       | 90,24             | 37,9         |
| Tschechien             | 78,79        | 25,41             | 32,3         |
| Vereinigtes Königreich | 245,49       | 62,56             | 25,5         |
| Frankreich             | 637,90       | 142,12            | 22,3         |
| Deutschland            | 356,77       | 52,59             | 14,7         |
| Irland                 | 70,14        | 7,44              | 10,6         |

¹) die 2 rechten Spalten umfassen die gesamten Gemeindeflächen, die überwiegend auf Bergland entfallen 
Nach derselben Definition entfallen auf Norwegen sogar 91,3 % und bei der Schweiz 90,7 % auf Berggebietsgemeinden, was allerdings neben der Höhenlage und Steilheit auch mit Größe und Struktur der Kommunen zusammenhängt.
Berücksichtigt man, dass viele der ins Hochgebirge reichenden Gemeinden den überwiegenden Teil ihrer Fläche in breiten, flachen Talabschnitten besitzen, so reduzieren sich die obigen Flächenanteile auf etwa
- 65–70 % für Schweiz, Österreich und Slowenien,
- 55–60 % für Slowakei und Italien.